# Sega Teradrive
Sega Teradrive – komputer osobisty stworzony przez IBM i Sega. Uruchamiał on również gry z Mega Drive. Był on dostępny tylko w Japonii, a do produkcji wszedł dnia 31 maja 1991. Modele wyższej klasy posiadały wbudowany twardy dysk. Monitor do tego urządzenia był sprzedawany osobno. Poprzez wyjście RCA możliwe było podłączenie do telewizora. Niemożliwe było również podłączenie przystawki 32x i Mega CD, jednak w sieci krąży filmik pokazujący działanie Mega CD i Teradrive'a.
Na licencji Sega stworzono komputer o nazwie Amstrad Mega PC, który miał prawie takie same parametry, jak Teradrive, ale nie umożliwiał podłączenia do telewizora.

## Teradrive inaczej
W grze „Segagaga”, wydanej na konsolę Dreamcast, Teradrive był przedstawiany jako superkomputer, który uruchomi wszystkie funkcje firmy Sega w roku 2025.